# Cicloepteno
Cicloepteno é um cicloalceno de 7 membros com um ponto de inflamação de −6.7 °C. É uma matéria-prima em química orgânica e um monómero na síntese de polímeros. Cicloepteno pode existir como isômeros cis ou trans.
|                 |                   |
| cis-Cicloepteno | trans-Cicloepteno |